# Alligatorinae
Sous-famille
Les Alligatorinés (Alligatorinae) constituent la sous-famille d'alligatoridés comprenant les alligators.

## Listes des genres
Un genre actuel :
- Alligator Cuvier, 1807 ;

et plusieurs genres fossiles :
- † Allognathosuchus Mook, 1921 ;
- † Arambourgia (en) De Stefano, 1905 ;
- † Ceratosuchus (en) Schmidt, 1938 ;
- † Eoalligator (en) Young, 1964 ;
- † Hassiacosuchus (en) Weitzel, 1935 ;
- † Krabisuchus (en) Martin and Lauprasert, 2010 ;
- † Navajosuchus (en) Mook, 1942 ;
- † Procaimanoidea (en)Gilmore, 1946 ;
- † Wannaganosuchus (en) Erickson, 1982.